# Pim te Bokkel
Pim te Bokkel (Winterswijk, 21 maart 1983) is een Nederlandse dichter. Hij groeide op in Aalten, op de havezate het Walfort, woonde jaren in Amsterdam en leeft tegenwoordig in Schoorl. Te Bokkel werd ontdekt tijdens het Nederlands Kampioenschap Poetry Slam in 2003/2004. Zijn debuut Wie trekt de regen aan? verscheen in 2007 bij uitgeverij Nieuw Amsterdam en werd genomineerd voor de C. Buddingh'-prijs. In 2025 verscheen zijn achtste bundel Even zweven de levende wezens, met als centrale thema's het landschap, geluk en vergankelijkheid.

## Nominaties
- 2007 - C. Buddingh'-prijs voor Wie trekt de regen aan?